# Nationale Hefte
Nationale Hefte: Schweizer Monatsschrift, anfangs Schweizer nationale Hefte, war eine Schweizer Monatszeitschrift der Frontenbewegung. Sie wurde von Hans Oehler von 1934 bis 1946 in Zürich herausgegeben.

## Geschichte
Hans Oehler wurde 1934 als Redakteur der Schweizerischen Monatshefte für Politik und Kultur durch Jann von Sprecher ersetzt, da Oehler versuchte, die Zeitschrift für die Nationale Front zu instrumentalisieren. Nach seiner Entlassung veröffentlichte Oehler im selben Jahr die Schweizer Nationale Hefte, die irreführend als Fortsetzung der Monatshefte erscheinen sollte. Die Herausgebergenossenschaft der Schweizer Monatshefte für Politik und Kultur distanzierte sich öffentlich von Oehlers Heften und leitete rechtliche Schritte gegen die Verwechslungsgefahr ein. Ein Gericht in Zürich untersagte ihm folgenlos, die Nationalen Hefte weiter zu verkaufen und weitere Ausgaben in gleicher Aufmachung herauszugeben.
Die Verbreitung der Nationalen Hefte war in Österreich vom Bundeskanzleramt von Januar 1935 bis Januar 1936 verboten.
Im Februar 1935 proklamierten die Nationalen Hefte einen „neuen politischen Glauben“ namens „eidgenössischer Sozialismus“.
Von 1940 bis 1943 war Rolf Henne Schriftleiter der Nationalen Hefte.
Im März 1940 wurden die Redaktionen des Schaffhausener Grenzboten und der Nationalen Hefte wegen eines Artikels der Schweizer Handelszeitung vom Territorialkommando 6 verwarnt, unter Androhung eines Verbots bei weiteren Verstössen. Max Beck hatte in diesem Artikel gefordert, die Schweiz solle nicht nur militärisch und diplomatisch, sondern auch in der öffentlichen Meinungsbildung neutral sein.
1941 verbot die Pressekommission des Schweizer Armeestabs die Zeitschrift Nationale Hefte für drei Monate. Der Grund war, dass die Zeitschrift im selben Jahr gegen die Neutralitätsregeln der Schweiz verstossen habe. Sie habe die Neutralität der Schweiz infrage gestellt und falsche Behauptungen gemacht, um die Presseaufsichtsbehörde schlecht darzustellen. Laut der Begründung des Verbots hätte dies ausländischen Interessen – dem NS-Staat – dienen können, welche die Schweizer Neutralitätspolitik schwächen wollten.
Die Nationalen Hefte tarnten nationalsozialistische Inhalte („Rasse“ wurde zum Beispiel durch „Art“ ersetzt). Oehler gab die Nationalen Hefte trotz Verbot weiter heraus.
1945 wurde das Erscheinen der Nationalen Hefte eingestellt, unter anderem aufgrund einer „Pamphlet-Affäre“ des Herausgebers Hans Oehler.